# Welschenrohr-Gänsbrunnen
Welschenrohr-Gänsbrunnen ist eine Einwohnergemeinde im Bezirk Thal des Schweizer Kantons Solothurn.

## Geschichte
Auf den 1. Januar 2021 fusionierten die damaligen Einwohnergemeinden Gänsbrunnen und Welschenrohr zur neuen Einwohnergemeinde Welschenrohr-Gänsbrunnen.
Als Wappen der neuen Gemeinde wurde das bisherige Wappen Welschenrohrs festgelegt.

## Bevölkerung
Die Einwohnerzahlen entwickelten sich wie folgt (bis 2020 Gemeinden Welschenrohr und Gänsbrunnen):
Einwohnerzahlen: Volkszählungsdaten